# Nu gaan
Nu gaan is een lied van de Nederlandse zanger Paul Sinha. Het werd in 2016 als single uitgebracht en stond in 2017 als zeventiende track op het album Niet zomaar.

## Achtergrond
Nu gaan is geschreven door Paul Sinha, Daan Ligtvoet en Thomas Falkner en geproduceerd door Ligtvoet en Falkner. Het is een lied uit het genre nederpop met effecten uit de indiepop. In het lied zingt de artiest over het aangaan van een relatie en verlangen naar de ander. Het lied werd uitgebracht met Als wij dat samen doen op de B-kant. Dat lied was geschreven door Sinha en Falkner en geprouceerd door Falkner. Eveneens op de single waren de instrumentale versies van beide nummers te vinden. 

## Hitnoteringen
De zanger had weinig succes met het lied in de Nederlandse hitlijsten. Er was geen notering in de Single Top 100 en ook de Top 40 werd niet bereikt. Bij laatstgenoemde was er wel de twaalfde positie in de Tipparade.